# Маясельга
Маясельга (карел. Majaiselgü, Majaiselgy) — деревня в составе Ведлозерского сельского поселения Пряжинского района Республики Карелия.

## Общие сведения
Расположена на южном берегу озера Маяярви.

## История
26 ноября 1939 года постановлением Карельского ЦИК в деревне была закрыта часовня.

## Население
Численность населения в 1905 году составляла 57 человек.
| 2002 | 2010 | 2013 |
| ---- | ---- | ---- |
| 0    | →0   | →0   |